# Pyncostola bohemiella
Pyncostola bohemiella is een vlinder uit de familie tastermotten (Gelechiidae). De wetenschappelijke naam is voor het eerst geldig gepubliceerd in 1864 door Nickerl.
De soort komt voor in Europa.